# Casa Senyorial de Kabile
La Casa Senyorial de Kabile (en letó: Kabiles muižas pils) és una casa senyorial a la històrica regió de Curlàndia, al municipi de Kuldiga a l'oest de Letònia.
Construït en estil barroc entre 1734 i 1740 per Eleonora von Behr, va ser remodelat a la dècada de 1860.